# Maria Nielsen (rektor)
Maria Nielsen (født 20. september 1882 i Vemmetofte, død 11. september 1931 i København) var en dansk historiker og gymnasierektor.
Maria Nielsens far, der var klosterlæge ved Vemmetofte Kloster, døde, da hun kun var 15 år gammel, men ved moderens hjælp, Amalia, født von Schindel, gennemførte hun studentereksamen i 1904 og skoleembedseksamen (cand.mag.) i 1910 med historie som hovedfag, og efter ni år som adjunkt ved forskellige gymnasier blev hun rektor for Rysensteen Gymnasium i 1919 og virkede her til sin alt for tidlige død som 49-årig. Hun forblev ugift.
Maria Nielsen var meget fagligt aktiv. Hun var medlem af bestyrelsen for Privatskolens fagordnede Lærerforening 1917-19 og for De kommunale Gymnasieskolers Lærerforening 1919-21 og igen fra 1923, og fra 1923 var hun også formand for De højere Skolers Kunstaftner. Hun tog initiativ til stiftelsen af Foreningen af Gymnasie- og Seminarielærere i Historie i februar 1926 og var foreningens formand til sin død. Hun var optaget af nye pædagogiske tanker i historieundervisningen, herunder at gøre metoderne mere ensartede og begrænse hukommelsesstoffet. I denne forbindelse var hun med til at arrangere et nordisk historielærermøde på Hindsgavl i 1926.